# Nils Leuhusen
Nils Hjalmar Alexander Leuhusen, född den 24 september 1897 i Jönköping, död den 24 juli 1974 i Stockholm, var en svensk friherre och militär. Han tillhörde ätten Leuhusen, var sonson till Alexander Leuhusen och far till Ulla Wachtmeister. 
Leuhusen blev fänrik vid Livregementets husarer 1918, löjtnant där 1920 och ryttmästare där 1933. Han befordrades till major vid signaltrupperna 1940, till överstelöjtnant 1943 och till överste 1950. Leuhusen var stabschef i signalinspektionen 1941–1942, lärare vid Krigshögskolan 1941–1943, avdelningschef vid försvarsstaben 1942–1947 och militärattaché i Oslo och Köpenhamn 1949–1957. Han blev adjutant hos kung Gustav V 1940 och överadjutant hos honom 1950. Leuhusen blev riddare av Svärdsorden 1939, av Vasaorden 1945 och av Nordstjärneorden 1947 samt kommendör av Svärdsorden 1954. Han vilar på Östra kyrkogården i Jönköping.